# 阿利奥
阿利奥（西班牙语）是西班牙加泰罗尼亚塔拉戈纳省的一个市镇。总面积7平方公里，总人口375人（2001年），人口密度54人/平方公里。